# Pont-Melvez

Pont-Melvez este o comună în departamentul  Côtes-d'Armor, Franța. În 1 ianuarie 2022 avea o populație de 600 de locuitori.